# Henryk Górecki
Henryk Mikołaj Górecki, pronunciat [ˈxɛnrɨk mʲiˈkɔwaj ɡuˈrɛtski] (Czernica, Silèsia, 6 de desembre de 1933 - Katowice, 12 de novembre de 2010), va ser un compositor polonès de música clàssica.
Segons el crític Alex Ross, cap compositor clàssic recent no ha tingut tant èxit comercial com Górecki. Górecki es va convertir en una figura capdavantera de l'avantguarda polonesa durant el desglaç cultural post-stalin. Les seves obres serialistes amb influència weberiana dels anys 1950 i 1960 es van caracteritzar per l'adhesió al modernisme i van dibuixar influència de Luigi Nono, Karlheinz Stockhausen, Krzysztof Penderecki i Kazimierz Serocki. Va continuar en aquesta direcció al llarg dels anys seixanta, però a mitjan anys setanta havia canviat a un so minimalista sacre menys complex, exemplificat per la Simfonia núm. 2 de transició i la popular Simfonia núm. 3 (Simfonia de cançons tristes). Aquest estil posterior es va desenvolupar a través de diverses altres fases diferents, des de treballs com el Beatus Vir de 1979, fins a l'himne coral de 1981 Miserere, Kleines Requiem für eine Polka de 993 i el rèquiem Good Night.

## Biografia
Nascut a Czernica, al sud de Polònia, Górecki no va començar veritablement a estudiar música fins a mitjans dels anys 1950, a l'Acadèmia Superior de Katowice. Va acabar els seus estudis a París a principi dels anys 1960, on va tenir ocasió d'escoltar Anton Webern, Olivier Messiaen i Karlheinz Stockhausen. Des de llavors va passar la major part del temps a Polònia, com a docent i sobretot com a compositor d'una obra profundament amarada de la cultura i de l'ànima del seu país, encara que també extremadament avantguardista.
La música de Górecki cobreix una ampla varietat d'estils, però amb tendència a ser harmònicament molt simple. Les primeres obres connecten amb el serialisme de Pierre Boulez i d'altres, però després se situarà més pròxim al minimalisme. Com en el cas d'Arvo Pärt, amb qui de vegades se l'ha comparat, la seua música reflecteix sovint les seues creences catòliques (per exemple, el Miserere op. 44, peça per a cor de 1981).
La seua obra més coneguda és la Simfonia núm. 3 per a orquestra i soprano, opus 36 (1976), anomenada Les lamentacions, en tres moviments. El cant del primer moviment, lento - sostenuto tranquillo ma cantabile, és una lamentació del segle xv, el segon moviment, lento e largo - tranquillissimo, canta les inscripcions trobades sobre un mur d'una presó de la Gestapo a Zakopane, i el tercer moviment, lento - cantabile-semplice, reprèn una cançó tradicional. Durant tota l'obra, la música és lenta i contemplativa, amb el primer moviment en forma de cànon per a cordes, que ocupa més de la meitat de la durada total de l'obra (uns 50 minuts).
Relativament poc conegut abans a occident, l'èxit inesperat de la gravació de la tercera simfonia per la London Sinfonietta, dirigida per David Zinman i amb Dawn Upshaw (soprano), i distribuït pel segell Elektra Nonesuch (Warner) el 1992, va assegurar la notorietat de Henryk Górecki entre un públic que excedeix el dels afeccionats a la música contemporània.
Malgrat aquest reconeixement internacional, Górecki continuà enfocat en el seu país. Segons Adrian Thomas: «el passat musical de Polònia, l'església i la cultura tradicional són el ciment ineludible sobre el qual es basa la seua identitat i la seua herència genuïna».
Górecki estigué casat amb la pianista Jadwiga Ruranska i fou pare de dos fills: Anna, pianista, i Mikolaj, compositor.

## Obres
- Quatre Preludis op. 1 per a piano (1955)
- Sonata per a piano núm. 1 op. 6 (1956)
- Cants sobre l'alegria i el ritme op. 7 per a dos pianos i orquestra de cambra (1959-1960)
- Sonata op. 10 per a dos violins (1957)
- Concert per a cinc instruments i quartet de corda op. 11 (1957)
- Epitafi. op. 12 per a cor mixt i conjunt instrumental (1958)
- Cinc peces op. 13 per a dos pianos (1959)
- Simfonia núm. 1 «1959» op. 14 per a orquestra de corda i percussió (1959)
- Tres diagrames op. 15 per a flauta sola (1959)
- Monologhi op. 16 per a soprano i tres conjunts instrumentals (1960)
- Scontri op. 17 per a orquestra (1960)
- Diagrama IV op. 18 per a flauta sola (1961)
- Genesis - I. Elements per a tres instruments de corda op. 19 núm. 1 (1962)
- Genesis - II. Cants instrumentals per a 15 executors op. 19 núm. 2 (1962)
- Genesis - III. Monodrama per a soprano, metalls de percussió i sis contrabaixos op. 19 NO 3 (1963)
- Tres peces en estil antic per a orquestra de corda (1963)
- Choros I op. 20 per a instruments de corda (1964)
- Refrain op. 21 per a orquestra (1965)
- La Musiquette I op. 22 per a dos trompetes i guitarra (1967)
- La Musiquette II op. 23 per a 4 trompetes, 4 trombons, 2 pianos i percussió (1967)
- Música de la Polònia antiga op. 24 per a instrument de vent i cordes (1967-1969)
- La Musiquette III op. 25 per a viola (1967)
- Cantata op. 26 per a orgue (1968)
- Canticum Graduum op. 27 per a orquestra (1969)
- La Musiquette «Concert per a trombó» op. 28 per a clarinet, trombó, violoncel i piano (1970)
- Ad Matrem op. 29 per a soprano, cor mixt i orquestra (1971)
- Dos Cants Sacres op. 30 per a baríton i orquestra (1971)
- Simfonia núm. 2 Copernicana op. 31 per a soprano i baríton, cor mixt i orquestra (1972)
- Euntes ibant et flebant op. 32 per a cor mixt a cappella (1972-1973)
- Amen op. 35 per a cor mixt a cappella (1975)
- Simfonia núm. 3 Les Lamentacions op. 36 per a soprano i orquestra (1976)
- Beatus Vir op. 38 salm per a baríton, cor mixt i gran orquestra (1979)
- Concert per a clavicèmbal (o piano) i orquestra simfònica op. 40 (1980)
- Chants benis de Framboise op. 43 per a veu i piano (1980)
- Miserere op. 44 per a cor mixt a cappella (1981-1987)
- Cants per a la poesia de Juliusz Slowacki op. 48 per a veu i piano (1983)
- Recitativa et ariosa «Lerchenmusik» op. 53 per a clarinet, violoncel i piano (1984-1985)
- Cants Marians op. 54 cinc cants per a cor mixt a cappella (1985)
- O Domina nostra op. 55 – Meditacions sobre la Mare de Déu de Jasna Gora, per a soprano i orgue (1982-1985)
- Sota la teua defensa op. 56 cant marià per a cor mixt de 8 veus a cappella (1985)
- Les campanes sonen Angelus Domini op. 57 per a cor mixt a cappella (1986)
- Pour toi, Anne-Lill op. 58 per a flauta i piano (1986)
- Totus Tuus op. 60 per a cor mixt a cappella (1987)
- La nit cau. Quartet de corda NO 1 op. 62 (1988)
- Bona nit op. 63 per a soprano, flauta, 3 tam-tams i piano (1988-1990)
- Intermezzo per a piano (1990)
- Quasi una Fantasia. Quartet de corda Núm. 2 op. 64 (1990-1991)
- Concert-Cantata op. 65 per a flauta i orquestra (1991-1992)
- Petit Requiem per a una polonesa op. 66 (Kleines Requiem für eine Polka) per a piano i 13 instruments (1993)
- Peça per a quartet de corda (1993)
- Tres peces per a textos de Stanislaw Wyspianski per a veu i piano (1996)
- Salve sidus polonorum. Cantata per a Sant Adalbert op. 72 per a gran cor mixt, dos pianos, orgue i conjunt d'instruments de percussió (1997-2000)
- Quartet de corda Núm. 3 (1999)
- Lobgesang per a cor mixt, campanes i orquestra (1999)
- Niech nam zyja spiewaja (cant de noces) per a conjunt vocal (2000)
- Hej, z góry, góry! koniku bury (avant cavall meu), cinc cants de la regió de Kurpie per a cor a cappella (2002)